# José María Ridao
José María Ridao Domínguez (Madrid, 19 de septiembre de 1961) es un escritor y diplomático español. Ha sido el embajador de España en India,con concurrencia en Bután; Sri Lanka y Nepal; desde 2021 hasta 2024. 

## Trayectoria
Licenciado en Derecho y en Filología Árabe, ingresa en la carrera diplomática (1987).
En su primera etapa como diplomático, estuvo destinado en Angola, la Unión Soviética, Guinea Ecuatorial y Francia. En el año 2000, solicitó la excedencia para dedicarse a la literatura. En el año 2004, retomó su carrera diplomática al ser nombrado embajador de España ante la UNESCO por decisión del Consejo de Ministros, cargo que desempeñó hasta su renuncia en 2006, momento en que fue miembro del consejo editorial del diario madrileño El País y colaborador de la radio Cadena SER. Posteriormente fue cónsul general adjunto de España en París (Francia) y cónsul general de España en Washington (EE. UU.). En 2019 volvió al periodismo como adjunto a la dirección de El País. En 2023, publica en El País una crítica a la situación de los servicios diplomáticos en el exterior "infradotado en personal y presupuestos, [que] ha llegado al límite de una degradación que se inició a finales del pasado siglo". En dicho artículo amenazó con dimitir como jefe de misión en Nueva Delhi si se eliminaban los salarios más bajos de las embajadas. El artículo provocó su cese por parte del ministro de Asuntos Exteriores, José Manuel Albares.

### A propósito de Ortega
Ha escrito ensayos y novelas. En mayo de 2022 Ridao publicó un artículo en el diario El Periódico de España titulado Del mal envejecer en el que critica la teoría orteguiana de la España invertebrada y considera manido el conocimiento acerca del filósofo español. En palabras de Ridao: 

'España invertebrada' es una obra que produce sonrojo y debería haber provocado rechazo.

## Obras
- Agosto en el Paraíso (1997, Montesinos)
- Excusas para el doctor Huarte (1999, Montesinos)
- Contra la Historia (2000, Seix Barral)
- La desilusión permanente (2000, Montesinos)
- El mundo a media voz (2001, Galaxia Gutenberg)
- La elección de la barbarie (2002, Tusquets Editores)
- El pasajero de Montauban (2003, Galaxia Gutenberg)
- La paz sin excusa (2004, Tusquets Editores)
- Weimar entre nosotros (2004, Galaxia Gutenberg)
- Elogio de la imperfección (2006, Galaxia Gutenberg)
- Contra la historia (2009, Galaxia Gutenberg)
- Mar Muerto (2010, Galaxia Gutenberg)
- Radicales libres (2011, Galaxia Gutenberg)
- Apología de Erasmo (2013, RBA)
- La estrategia del malestar (2014, Tusquets Editores)
- Filosofía accidental (2015, Galaxia Gutenberg)
- Durero soñando (2016, Arpa Editores)
- El vacío elocuente (2017, Galaxia Gutenberg)
- La democracia intrascendente (2019, Galaxia Gutenberg)
- República encantada (2021, Tusquets Editores)
- Cuadernos de Malakoff (2024, Galaxia Gutenberg)

### Como editor
- Dos visiones de España (2005, Galaxia Gutenberg)
- Por la gracia de Dios (2008, Galaxia Gutenberg)